# Liste d'odonymes de Montréal-Ouest
Cette liste contient les voies de circulation situées de la ville de Montréal-Ouest, ville de la région de Montréal, ainsi que leurs origines toponymiques pour certaines.

## A
Ainslie (chemin)
Avon (chemin)

## B
Ballantyne Nord (avenue)
Ballantyne Sud (avenue)
Banstead (chemin)
Bedbrook (avenue)
Brock Nord (avenue)
Brock Sud (avenue)
Broughton (chemin)
Brynmor (avenue)

## C
Campbell (avenue)

Carnavon (rue)
Cote-Saint-Luc (chemin de la)
Courtney (promenade)
Crestwood (avenue)
Cuzcon (avenue)

## E
Easton (avenue)

Edinburgh (chemin)

## F
Fairfield (croissant)
Fenwick (avenue)

### Fielding (avenue)
- Avenue située à partir de l'avenue Brock Nord et se prolongeant dans le secteur Notre-Dame-de-Grâce.

- Ce nom fait référence à William Stevens Fielding (1848-1929), premier ministre de la Nouvelle-Écosse de 1884 à 1896 et ministre des Finances du Canada de 1896 à 1911 et de 1921 à 1925[1].

## G
Garden (chemin)

## H
Hudson (avenue)

## M
Milner (rue)

## N
Nelson (rue)
Northview (rue)

## P
Parkside (rue)
Percival (avenue)

## R
Radcliffe (chemin)
Rennie (avenue)
Ronald (promenade)
Roxton (croissant)
Rugby (place)

## S
Sheraton (promenade)
Sherbrooke (rue)
Smart (avenue)
Strathearn Nord (avenue)
Strathearn Sud (avenue)

## W
Westland (promenade)
Westminster Nord (avenue)
Westminster Sud (avenue)
Westover (avenue)
Wolseley Nord (avenue)
Wolseley Sud (avenue)